# Stockholmer Übereinkommen

Vertragsstaaten (Stand: 2023)

Das Stockholmer Übereinkommen über persistente organische Schadstoffe, auch Stockholm-Konvention oder POP-Konvention, ist eine Übereinkunft über völkerrechtlich bindende Verbots- und Beschränkungsmaßnahmen für bestimmte langlebige organische Schadstoffe (engl. persistent organic pollutants, POP). Die Konvention trat am 17. Mai 2004 mit Hinterlegung der fünfzigsten Ratifizierungsurkunde eines Unterzeichnerstaates, der von Frankreich, in Kraft.

## Geschichte
Mit dem Stockholmer Übereinkommen, welches bisher (Stand: August 2023) von Delegationen aus 152 Staaten unterzeichnet und von 186 Staaten ratifiziert wurden, wurden ursprünglich die Herstellung und die Verwendung von neun Pestiziden (Aldrin, Chlordan, DDT, Dieldrin, Endrin, Heptachlor, Hexachlorbenzol, Mirex, Toxaphen), einer Gruppe von Industriechemikalien (polychlorierte Biphenyle) sowie zwei Gruppen unerwünschter Nebenprodukte (polychlorierte Dibenzodioxine und Dibenzofurane) eingeschränkt bzw. verboten. Diese Stoffe bzw. Stoffgruppen werden auch als das dreckige Dutzend bezeichnet. An der alle zwei Jahre stattfindenden Vertragsparteienkonferenz wird unter anderem über die Aufnahme weiterer Stoffe entschieden.
Der Weg bis zur Unterzeichnung war lang. Insgesamt wurden fünf Verhandlungsrunden des Intergovernmental Negotiation Committee (INC) benötigt, um einen für alle Unterzeichnerstaaten tragfähigen Kompromiss zu finden. Zunächst wurde unter anderem über die Einstufung der zwölf POP in eine der drei auf der INC-2 beschlossenen Verbotskategorien gestritten:
- Verbot für die Produktion und Verwendung
- Beschränkung von Produktion und Verwendung
- Emissionsreduktion notwendig

Insbesondere die Positionen der Industrie- und der Entwicklungsländer sowie der ehemaligen Ostblockstaaten lagen anfangs weit auseinander. Während in den Industriestaaten für die zwölf POP bereits internationale oder europäische Konventionen die Herstellung und die Verwendung verboten bzw. stark einschränkten, wurden in den Entwicklungsländern und den ehemaligen Ostblockstaaten aufgrund fehlender preiswerter Alternativen viele dieser Stoffe noch verwendet.
Auch die Industrieländer untereinander waren sich uneinig. So war z. B. noch auf der INC-5 ein Hauptstreitpunkt zwischen der EU und vor allem den USA, Japan und Australien das von der EU geforderte Vorsorgeprinzip als ein Kriterium für die zukünftige Aufnahme weiterer POP in die Konvention einzubinden. Schließlich einigten sich die Verhandlungspartner darauf, dass bei der Neuaufnahme von Stoffen in die Konvention das Fehlen eines endgültigen wissenschaftlichen Beweises der Umweltgefährlichkeit die Vertragsstaaten nicht von weiteren Maßnahmen abhalten soll.

## Kriterien
POP erfüllen die im Anhang D des Übereinkommens angegebenen Kriterien bezüglich Persistenz, Bioakkumulation, Ferntransport und adversen Effekten.

## Implementierung
In der EU wurde das Übereinkommen in der Verordnung (EU) 2019/1021 umgesetzt, in der Schweiz wurde es in der Chemikalien-Risikoreduktions-Verordnung – insbesondere deren Anhang 1.1 – ins nationale Recht übernommen. Zudem gibt es in Erlass 0.814.03 eine periodisch nachgeführte offizielle deutsche und italienische Übersetzung des Texts des Übereinkommens.
Das gemeinsame Sekretariat der drei Konventionen der Vereinten Nationen, Basler Übereinkommen, Rotterdamer Übereinkommen und Stockholmer Übereinkommen, befindet sich in Genf.
Es gibt ein weltweites Monitoring der POP in der Luft und in Muttermilch. Der Trend bezüglich Konzentrationen in der Muttermilch ist bei den meisten POP rückläufig. Eine Ausnahme bilden HBCDD und DecaBDE.

## Gelistete Stoffe
| Anlage (1) | Stoff | CAS-Nummer                                                                          | Jahr Aufnahmeentscheid | Spezifische Ausnahmeregelung bzw. akzeptabler Zweck für … (2)                                            | Spezifische Ausnahmeregelung bzw. akzeptabler Zweck für … (2) |
| Anlage (1) | Stoff | CAS-Nummer                                                                          | Jahr Aufnahmeentscheid | Produktion                                                                                               | Verwendung |
| ---------- | --- | ----------------------------------------------------------------------------------- | ---------------------- | --- | --- |
| A          | Aldrin | 309-00-2                                                                            | 2001                   | keine | keine (ausgelaufen) |
| A          | α-Hexachlorcyclohexan | 319-84-6                                                                            | 2009                   | keine | keine |
| A          | β-Hexachlorcyclohexan | 319-85-7                                                                            | 2009                   | keine | keine |
| A          | Chlordan | 57-74-9                                                                             | 2001                   | keine (ausgelaufen)                                                                                      | keine (ausgelaufen) |
| A          | Chlordecon | 143-50-0                                                                            | 2009                   | keine | keine |
| A          | Kurzkettige Chlorparaffine (C10–13; Chlorgehalt > 48 %) | 85535-84-8, 68920-70-7, 71011-12-6, 85536-22-7, 85681-73-8, 108171-26-2             | 2017                   | zugelassen für die in das Register aufgenommenen Vertragsparteien                                        | Übertragungsriemen, Förderbänder, Lederindustrie, Schmiermittelzusätze, Schläuche, Anstriche, Klebstoffe, Metallverarbeitung, Weichmacher in PVC mit Ausnahme von Spielzeugen und Kinderprodukten                                                                                                   |
| A          | Mittelkettige Chlorparaffine (C14–17) | diverse                                                                             | 2025                   | | |
| A          | Chlorpyrifos | 2921-88-2                                                                           | 2025                   | | |
| B          | DDT | 50-29-3                                                                             | 2001                   | Verwendung zur Bekämpfung von Krankheitsüberträgern                                                      | Bekämpfung von Krankheitsüberträgern |
| A          | Decabromdiphenylether | 1163-19-5                                                                           | 2017                   | zugelassen für die in das Register aufgenommenen Vertragsparteien                                        | Teile für Fahrzeuge, Luftfahrzeuge, Textilien mit Ausnahme von Kleidern und Spielzeugen, Additive für diverse Elektrogeräte, Polyurethanschaum zur Gebäudeisolation |
| A          | Dechloran Plus | 13560-89-9, 135821-03-3, 135821-74-8                                                | 2023                   | keine | |
| A          | Dicofol | 115-32-2                                                                            | 2019                   | keine | keine |
| A          | Dieldrin | 60-57-1                                                                             | 2001                   | keine | keine (ausgelaufen) |
| A          | Endosulfan | 115-29-7, 959-98-8, 33213-65-9                                                      | 2011                   | zugelassen für die in das Register aufgenommenen Vertragsparteien                                        | Kombinationen von Kulturen und Schädlingen |
| A          | Endrin | 72-20-8                                                                             | 2001                   | keine | keine |
| A          | Heptachlor | 76-44-8                                                                             | 2001                   | keine | keine (ausgelaufen) |
| A          | Hexabrombiphenyl | 36355-01-8                                                                          | 2009                   | keine | keine |
| A          | Hexabromcyclododecan | 25637-99-4, 3194-55-6, 134237-50-6, 134237-51-7, 134237-52-8                        | 2013                   | keine (ausgelaufen)                                                                                      | keine (ausgelaufen) |
| A          | Hexabromdiphenylether und Heptabromdiphenylether | diverse                                                                             | 2009                   | keine | Recycling unter bestimmten Bedingungen |
| A, C       | Hexachlorbenzol | 118-74-1                                                                            | 2001                   | keine (ausgelaufen)                                                                                      | keine (ausgelaufen) |
| A, C       | Hexachlorbutadien | 87-68-3                                                                             | 2015                   | keine | keine |
| A          | Lindan | 58-89-9                                                                             | 2009                   | keine | keine (ausgelaufen) |
| A          | Methoxychlor | 72-43-5, 30667-99-3, 76733-77-2, 255065-25-9, 255065-26-0, 59424-81-6, 1348358-72-4 | 2023                   | keine | keine |
| A          | Mirex | 2385-85-5                                                                           | 2001                   | keine (ausgelaufen)                                                                                      | keine (ausgelaufen) |
| A, C       | Pentachlorbenzol | 608-93-5                                                                            | 2009                   | keine | keine |
| A          | Pentachlorphenol und seine Salze und Ester | diverse                                                                             | 2015                   | zugelassen für die in das Register aufgenommenen Vertragsparteien                                        | Behandlung von Strommasten und deren Querträger |
| A          | Langkettige Perfluorcarbonsäuren (C9–C21), ihre Salze und verwandte Verbindungen | diverse                                                                             | 2025                   | | |
| A          | Perfluorhexansulfonsäure (PFHxS), ihre Salze und verwandte Verbindungen | diverse                                                                             | 2022                   | keine | keine |
| A          | Perfluoroctansäure (PFOA), ihre Salze und verwandte Verbindungen | diverse                                                                             | 2019                   | zugelassen für die in das Register aufgenommenen Vertragsparteien, mit Ausnahme von Feuerlöschschäumen   | Halbleiterherstellung, fotografische Beschichtungen, Spezialtextilien, invasive und implantierbare Medizinprodukte, Feuerlöschschäume, Verwendung von Perfluoroctyliodid zur Herstellung von Perfluoroctylbromid für pharmazeutische Produkte, Herstellung von PTFE, PVDF, FEP und Fluorelastomeren |
| B          | Perfluoroctansulfonsäure (PFOS), ihre Salze und Perfluoroctansulfonylfluorid | diverse                                                                             | 2009                   | Produktion für die nachstehend aufgeführten Verwendungen                                                 | Bekämpfung von Blattschneiderameisen der Gattungen Atta spp. und Acromyrmex spp. Metallgalvanisierung (Hartmetallbeschichtung) Feuerlöschschäume |
| A, C       | Polychlorierte Biphenyle (PCB) | diverse                                                                             | 2001                   | keine | keine |
| C          | Polychlorierte Dibenzo-p-dioxine und Dibenzofurane (PCDD/PCDF) | diverse                                                                             | 2001                   | – | – |
| A, C       | Polychlorierte Naphthaline, namentlich Dichlornaphthaline, Trichlornaphthaline, Tetrachlornaphthaline, Pentachlornaphthaline, Hexachlornaphthaline, Heptachlornaphthaline, Octachlornaphthalin | diverse                                                                             | 2015                   | Zwischenprodukt bei der Herstellung von polyfluorierten Naphthalinen, namentlich von Octafluornaphthalin | Herstellung von polyfluorierten Naphthalinen, namentlich von Octafluornaphthalin |
| A          | Tetrabromdiphenylether und Pentabromdiphenylether | diverse                                                                             | 2009                   | keine | Recycling unter bestimmten Bedingungen |
| A          | Toxaphen | 8001-35-2                                                                           | 2001                   | keine | keine |
| A          | UV-328 | 25973-55-1                                                                          | 2023                   | zugelassen für die in das Register aufgenommenen Vertragsparteien                                        | |

Anmerkungen:
(1) Anlage A: Eliminierung; Anlage B: Beschränkung; Anlage C: Unerwünschte Nebenprodukte.
(2) Spezifische Ausnahmeregelungen (englisch specific exemptions) gibt es in den Anlagen A und B, akzeptable Zwecke (englisch acceptable purposes) nur in Anlage B.

### Aufnahme neuer Stoffe
Zur Aufnahme nominiert wurden die POP – vom Dreckigen Dutzend abgesehen – bisher von sieben Vertragsparteien:
- Europäische Union: 13 (Chlordecon, Hexa-/HeptaBDE, Hexabrombiphenyl, Pentachlorbenzol, Endosulfan, Hexachlorbutadien[25], Pentachlorphenol[26], polychlorierte Naphthaline[27], kurzkettige Chlorparaffine, Dicofol[28], PFOA[29], Methoxychlor[30], Chlorpyrifos)
- Norwegen: 5 (Tetra-/PentaBDE, HBCDD[31], DecaBDE[32], PFHxS[33], Dechloran Plus[34])
- Mexiko: 3 (Lindan[35], α-HCH, β-HCH)
- Schweiz: 2 (UV-328[36], PXDD/F[37])
- Schweden: 1 (PFOS[38])
- Vereinigtes Königreich: 1 (mittelkettige Chlorparaffine)
- Kanada: 1 (langkettige Perfluorcarbonsäuren)

Gegenwärtig befinden sich polyhalogenierte Dibenzo-p-dioxine and Dibenzofurane (PXDD/F), die 2024 nominiert wurden, im Aufnahmeprozess.

### Annahme von Änderungen durch Vertragsparteien
Beschlüsse der Vertragsparteienkonferenz über die Aufnahme von Stoffen in die Anlagen A, B und/oder C werden dem Depositar kommuniziert. Nach Ablauf eines Jahres treten diese automatisch für die Vertragsparteien in Kraft, die nicht festgelegt haben, dass alle Änderungen gesondert ratifiziert werden müssen, sofern sie keine Notifikation über die Nichtannahme hinterlegt haben. Eine Minderheit von 18 Vertragsparteien (Stand: 2022) legte fest, dass sie alle Änderungen gesondert ratifizieren müssen.
Welche Beschlüsse zu Stoffen für welche Vertragsparteien gelten, ist online abrufbar.